# Sant Pere d'Alfarràs
Sant Pere d'Alfarràs és l'església parroquial d'Alfarràs (Segrià). L'antiga església romànica va ser substituïda el 1970 per una nova església.

## Església vella
Edifici d'una sola nau amb capelles laterals, realitzat amb pedra i totxo. Ha sofert diverses modificacions que han afectat gairebé totes les seves parts, conservant únicament la façana com a tret més o menys original; aquesta presenta un acabat en forma trapezoïdal i al bell mig es troba el portal, que és d'arc de mig punt entre dos parells de pilastres amb una voluta en voladís a la clau, i amb altre parell de pilastres sostenint un entaulament també semicircular i molt motllurat. Al seu damunt hi ha una fornícula, amb forma de petxina, que conserva una escultura de Sant Pere. A l'esquerra de la fornícula hi ha una obertura circular a manera d'òcul. El campanar, d'espadanya, és d'època posterior a la resta del conjunt.

## Església nova
Edifici de construcció molt recent (1970). L'estructura d'aquesta església és la mateixa que la d'un magatzem (interiorment), ja que s'ha buscat aconseguir la major quantitat d'espai possible: té 40 m. de llarg per 17 m. d'ample, sense capelles, altars, ni cúpula. A l'exterior la façana també presenta característiques de l'arquitectura moderna. La decoració és molt senzilla. L'església està construïda amb totxo, ferro, vidre, ciment, guix...

## Història
L'església vella és d'origen romànic i la façana és barroca, del segle xviii. Fou construïda en un temps en què el poble no era de grans dimensions, amb el seu creixement va restar al mig del nucli antic. L'església nova fou construïda durant la dècada dels anys 60 del segle xx, es posà en funcionament l'any 1970. Aquesta església fou pagada pel poble d'Alfarràs. Aquesta església fou construïda per donar cabuda a totes les necessitats i activitats religioses, en augmentar el poble l'antiga església de Sant Pere es va quedar petita.